# 美馬市
美馬市（日语：／ Mima shi */?）是位於日本德島縣西北部的城市，境內約80%的面積被森林覆蓋。北邊為讚岐山脈，南邊為劍山山脈，吉野川流經市內的中心地區。當地自古以來作為德島縣西部的政治與經濟中心而繁榮，市內的脇町南町因保留著江戶至明治時期的建築，於1988年被選定為重要傳統的建造物群保存地區。

## 地理
穴吹川由南往北流經市內並注入北邊的吉野川，中央構造線則沿著吉野川北岸的德島自動車道通過市內。

### 氣候
當地在氣候上屬於瀨戶內海式氣候。根據統計，2020年美馬市的年均溫為15.6℃，年降雨量則為1409毫米，平原地區與山區的氣溫差較大。

## 歷史

### 年表
- 1889年10月1日：實施町村制，現在的轄區在當時分屬：
  - 美馬郡：脇町、江原村、岩倉村、郡里村、重清村、三島村、穴吹村、口山村、半平山村。
  - 麻植郡：木屋平村、中枝村。
- 1924年1月26日：穴吹村改制為穴吹町。
- 1927年6月1日：半平山村改名為古宮村。
- 1928年11月1日：江原村改制為江原町。
- 1940年12月10日：郡里村改制為郡里町。
- 1951年11月3日：岩倉村改制為岩倉町。
- 1955年1月1日：中枝村的部分地被併入木屋平村，其餘地區則東山村和三山村合併為美鄉村（現已合併為吉野川市）。
- 1955年3月31日：三島村、穴吹町、口山村、古宮村合併為穴吹町。
- 1957年3月31日：郡里町和重清村合併為美馬町。
- 1958年3月31日：脇町、江原町、岩倉町合併為新設置的脇町。
- 1973年7月1日：木屋平村改隸屬美馬郡。
- 2005年3月1日：脇町、美馬町、穴吹町、木屋平村合併為美馬市。[5]

### 變遷表
| 1889年10月1日 | 1889年 - 1926年      | 1926年 - 1954年       | 1955年 - 1988年            | 1989年 - 現在             | 現在                      |
| ------------- | -------------------- | --------------------- | -------------------------- | ------------------------- | ------------------------- |
| 木屋平村      | 木屋平村             | 木屋平村              | 木屋平村                   | 2005年3月1日 合併為美馬市 | 2005年3月1日 合併為美馬市 |
| 脇町          | 脇町                 | 脇町                  | 1958年3月31日 合併為脇町   | 2005年3月1日 合併為美馬市 | 2005年3月1日 合併為美馬市 |
| 江原村        | 江原村               | 1928年11月10日 江原町 | 1958年3月31日 合併為脇町   | 2005年3月1日 合併為美馬市 | 2005年3月1日 合併為美馬市 |
| 岩倉村        | 岩倉村               | 1951年11月3日 岩倉町  | 1958年3月31日 合併為脇町   | 2005年3月1日 合併為美馬市 | 2005年3月1日 合併為美馬市 |
| 郡里村        | 郡里村               | 1940年12月10 郡里町   | 1957年3月31日 合併為美馬町 | 2005年3月1日 合併為美馬市 | 2005年3月1日 合併為美馬市 |
| 重清村        |                      |                       | 1957年3月31日 合併為美馬町 | 2005年3月1日 合併為美馬市 | 2005年3月1日 合併為美馬市 |
| 三島村        | 三島村               | 三島村                | 1955年3月31日 合併為穴吹町 | 2005年3月1日 合併為美馬市 | 2005年3月1日 合併為美馬市 |
| 穴吹村        | 1924年1月26日 穴吹町 | 1924年1月26日 穴吹町  | 1955年3月31日 合併為穴吹町 | 2005年3月1日 合併為美馬市 | 2005年3月1日 合併為美馬市 |
| 口山村        |                      |                       | 1955年3月31日 合併為穴吹町 | 2005年3月1日 合併為美馬市 | 2005年3月1日 合併為美馬市 |
| 半平山村      | 半平山村             | 1927年6月1日 古宮村   | 1955年3月31日 合併為穴吹町 | 2005年3月1日 合併為美馬市 | 2005年3月1日 合併為美馬市 |

## 行政

### 歷任市長
| 任 | 姓名   | 上任年月日   | 卸任年月日 | 備註 |
| -- | ------ | ------------ | ---------- | ---- |
| 1  | 牧田久 | 2005年4月3日 | 現任       |      |

## 交通

### 鐵路
- 四國旅客鐵道
  - 德島線：（劍町） - 小島站 - 穴吹站 - （吉野川市）

### 道路
高速道路
- 德島自動車道：脇町交流道 - 美馬交流道

## 觀光資源

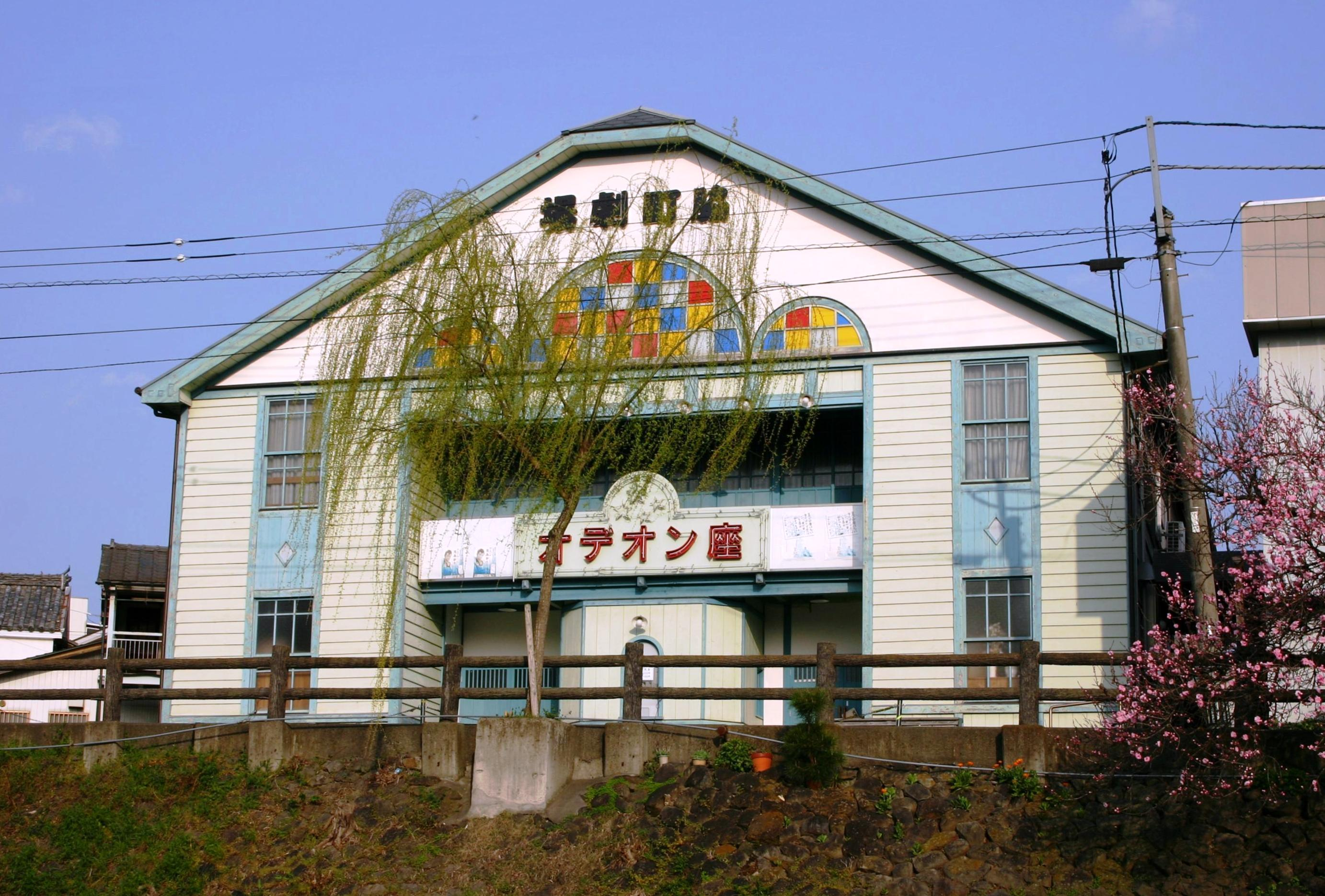
脇町劇場

- 脇町南町重要傳統的建築物群保存地區：為江戶時代德島地區主要產業蓼藍的陸運水運集散地，被列入日本之道百選。
- 脇町劇場
- 劍峽

## 教育
高等學校
- 德島縣立穴吹高等學校
- 德島縣立脇町高等學校
- 德島縣立美馬商業高等学學

## 本地出身之名人
- 丸岡いずみ：記者
- 服部泰卓：職業棒球選手

## 外部連結
- （日語） 美馬市觀光協會 （页面存档备份，存于）
- OpenStreetMap上有關美馬市的地理